# Als jij maar wacht
Als jij maar wacht is een single van Sandra Reemer.
Sandra Reemer werd vooral bekend door haar drie deelnames aan het Eurovisiesongfestival en deed ook daarvoor al een poging:
- Nationaal Songfestival 1970 met Voorbij is de winter
- Nationaal Songfestival 1972 en Eurovisiesongfestival 1972 met Als het om de liefde gaat (samen met Andres)
- Nationaal Songfestival 1976 en Eurovisiesongfestival 1976 met The party's over
- Nationaal Songfestival 1979 en Eurovisiesongfestival 1979 met Colorado

In 1964 bracht ze echter een single uit met op de A-kant Als jij maar wacht. Dat is een cover van Non ho l'età van Mario Panzeri en Nicola Salerno. Dat lied was de winnaar van het Eurovisiesongfestival 1964 en werd daar gezongen door Gigliola Cinquetti. Jan Pliet en Van Aleda (Louis Geuvens) voorzagen het van een Nederlandse tekst. Voor de single werd een promotiefilmpje gemaakt.
De B-kant was Ben je 't heus, een liedje van Joop Stokkermans en Lodewijk Post, een pseudoniem van Gerrit den Braber. Die beide heren zouden een aantal liedjes schrijven voor Eurovisiesongfestivalgangers, zoals Katinka.
Sandra werd jaren ondersteund door Frans Kerkhof, nu was het de beurt aan Ger van Leeuwen als arrangeur en leider van het orkest.
Sandra Reemer

Al di là · Stille nacht, heilige nacht · 'k Zweef aan m'n ballonnetje · Gloria, gloria · Sluimer zacht · Singapura · Hoe leit dit kindeke · Mijn gitaar · Kopi susu · Als jij maar wacht · Een bos rozen · Heimwee · Mijn concert · Teddy song · Jij vergeet · Since you have gone · (I've got) A love like a rainbow · Simon Zealotes · Love me, honey · The party's over · Trust in me · This is your heartbeat · How little we know · Colorado · Nothing's gonna change · It hurts to be in love · America here I come · Indonesia · Get it on · Rien ne va plus · Fly like an angel · Gold · All out of love · Sleep with me tonight · Laughter in the rain · Goodnight, sweetheart, goodnight · Smoke gets in your eyes · La colegiala · For your love · He was the one · Love is cruel · Domenica · The last goodbye · Mensen zoals jij · Kom naar me toe · Alles wat ik wil · Een boom voor het leven · De mooiste droom is vogelvrij
Sandra en Andres

Storybook children · Somethin' in my heart · For the first time in my life · Reach for the moon · Let us pray together · Love is all around · Those words · Que je t'aime · Mary Madonna · Als het om de liefde gaat · Mama mia · Auntie · Aime-moi · Dzjing boem! · True love · You believed · Oh, nous sommes très amoureux
Dutch Divas

Work that body · From New York to L.A.